# أندرو فوستر (موظف مدني)
أندرو فوستر (بالإنجليزية: Andrew Foster)‏ هو موظف مدني بريطاني، ولد في 29 ديسمبر 1944.